# Chiesa di Santa Maria dell'Uccellatore
La chiesa di Santa Maria dell'Uccellatore, chiamata anche chiesa di Santa Maria di Ceratolli, era un luogo di culto cattolico di Palmi. Ubicata nella zona cittadina denominata appunto Santa Maria e Affaccio, andò completamente distrutta dal terremoto del 1783.

## Storia
Nel XVI secolo un piccolo convento, detto di San Francesco d'Assisi, sorgeva presso l'abitato di Palmi in zona Affaccio. ed era abitato da monaci dell'Ordine dei frati minori conventuali. Al convento era unita una chiesa, detta di «Sancta Mariae de Assisae, seu Uccellatorum, extria moenia» volgarmente «Santa Maria di Ceratolli». Nella chiesa vi era il culto dell' Annunziata, di Sant'Antonio da Padova, dell' Assunta, di San Lorenzo, di San Domenico di Soriano, dell' Immacolata Concezione e di San Diego.
Il 21 aprile 1652, con la riforma papale di Papa Innocenzo X, il convento di San Francesco di Palmi venne soppresso. Pertanto i locali del convento vennero usati come trappeto e la Cassa Sacra decretò che le rendite fossero applicate al mantenimento della chiesa e di due cappellani, per celebrarvi giornalmente le celebrazioni eucaristiche, come pure alla edificazione e mantenimento di un ospedale, con la parte delle rendite che venisse a sopravanzare. Ma, per l'esiguità delle rendite, non sufficienti nemmeno ai bisogni della chiesa, l'ospedale non venne mai eretto.
Nel XVIII secolo anche la chiesa cadde in abbandono. Venne però riedificata nel 1735 grazie ad un evento fortuito. In quell'anno vi fu il soggiorno a Palmi di Carlo III di Spagna, in viaggio verso Palermo per l'incoronazione. Il futuro re, essendo andato a caccia nell'attuale contrada Monteterzo, perse uno dei suoi falchi che prese il volo verso Palmi. Mandando i suoi falconieri a ricercarlo, esso fu ritrovato e ripreso presso l'abitato in una zona dove vi era il convento e la chiesa, in abbandono, dedicata a  Santa Maria di Ceratolli. Il re, per ringraziare la Madonna del ritrovamento, fece riedificare la chiesa che prese il nome di Santa Maria dell'Uccellatore.
Le due cappellanie della chiesa di Santa Maria dell'Uccellatore vennero aggregate il 28 agosto 1738, con bolla pontificia di papa Clemente XII, alla parrocchia di San Nicola.
La chiesa è nominata anche nel memoriale, del 1740, del parroco di San Nicola don Bruno Trifiletti per l'elevazione della chiesa madre a collegiata. Il parroco descrisse quanto segue:
Sempre nel 1740, la statua dell'Immacolata, venerata fin allora nella chiesa, venne trasferita in una costruzione posta accanto alla chiesa di San Rocco.
Probabilmente distrutta dal terremoto del 1783, la chiesa risultò visibile fino alla fine del XIX secolo, con le mura screpolate ed in parte dirute per le scosse del terremoto.